# Warniahuizen
Warniahuizen (Fries: Warniahuzen of Warniahúzen) is een buurtschap in de gemeente Heerenveen, in de Nederlandse provincie Friesland. Warniahuizen ligt ten noorden van Heerenveen tussen Akkrum en Nij Beets. 
De buurtschap werd vanaf de 15e eeuw aangeduid als Wantengha huzem, Wangehuysen en Warniahuysen. De plaatsnaam verwijst naar een nederzetting van de familie Wantengha. In 1840 had de buurtschap Warniahuizen 42 inwoners.
In de polder Kieke bij Warniahuizen stond een tijdlang de Molen van de polder Krieke. Deze poldermolen uit 1832 werd in 2009 verplaatst naar het natuurgebied Het Eiland (It Eilân), bij Goëngahuizen.
Dorpen: Akkrum · Bontebok · De Knipe · Gersloot · Gersloot-Polder · Haskerdijken · Heerenveen · Hoornsterzwaag · Jubbega · Katlijk · Luinjeberd · Mildam · Nes · Nieuwebrug · Nieuwehorne · Nieuweschoot · Oldeboorn · Oranjewoud · Oudehorne · Oudeschoot · Terband · Tjalleberd

Buurtschappen: Anneburen · Birstum · Brongerga · Henshuizen · Meskenwier · Oosterboorn · Oude Schouw (deels) · Pean · Poppenhuizen · Schurega · Sorremorre · Spitsendijk · Sythuizen · Warniahuizen · Welgelegen (deels)

Friesland: Steden en dorpen      Nederland: Provincies · Gemeenten